# Certonotus
Certonotus är ett släkte av steklar. Certonotus ingår i familjen brokparasitsteklar.

## Dottertaxa tillCertonotus, i alfabetisk ordning[1]
- Certonotus andrewi
- Certonotus annulatus
- Certonotus apicalis
- Certonotus avitus
- Certonotus celeus
- Certonotus cestus
- Certonotus farrugiai
- Certonotus flaviceps
- Certonotus fractinervis
- Certonotus geniculatus
- Certonotus hinnuleus
- Certonotus humeralifer
- Certonotus ixion
- Certonotus leeuwinensis
- Certonotus lorentzi
- Certonotus mogimbensis
- Certonotus monticola
- Certonotus nitidulus
- Certonotus paluma
- Certonotus pineus
- Certonotus rufescens
- Certonotus rufipes
- Certonotus rufus
- Certonotus seminiger
- Certonotus similis
- Certonotus sisyphus
- Certonotus talus
- Certonotus toolangi
- Certonotus varius
- Certonotus vestigator
- Certonotus zebrus